# Bruto (nome)
Bruto  è un nome proprio di persona italiano maschile.

## Varianti
- Ipocoristici: Uto

### Varianti in altre lingue
- Basco: Bruto
- Catalano: Brut
- Croato: Brut
- Esperanto: Bruto
- Francese: Brutus
- Gallese: Bryttys
- Greco moderno: Βρούτος (Vroutos)
- Inglese: Brutus
- Latino: Brutus[1][2][3][4]
- Lituano: Brutas
- Olandese: Brutus
- Portoghese: Bruto
- Russo: Брут (Brut)
- Spagnolo: Bruto
- Ucraino: Брут (Brut)
- Ungherese: Brútusz

## Origine e diffusione
Deriva dal latino Brutus, un cognomen tipico della gens Iunia; si basa sul termine brutus, un prestito osco che vuol dire "pesante", "ottuso", "stupido".
Il nome viene associato spesso al concetto di tradimento, a causa della figura di Marco Giunio Bruto, figlio adottivo di Cesare che partecipò alla congiura per ucciderlo.

## Onomastico
Nessun santo porta questo nome, che quindi è adespota: l'onomastico può essere festeggiato il 1º novembre, ad Ognissanti.

## Persone

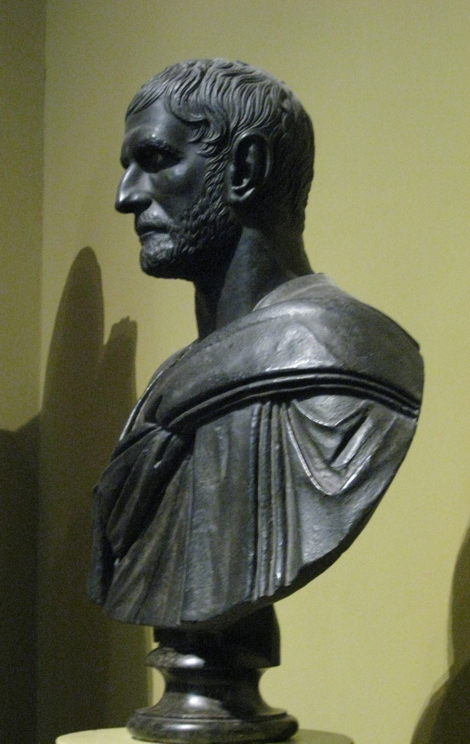
Lucio Giunio Bruto

### Storia antica
- Decimo Giunio Bruto Albino, politico e militare romano
- Decimo Giunio Bruto Callaico, politico e militare romano
- Gaio Giunio Bubulco Bruto, politico e generale romano
- Lucio Giunio Bruto, fondatore della Repubblica Romana
- Marco Giunio Bruto, politico romano
- Bruto di Troia, leggendario fondatore della Britannia
- Bruto II Greenshield, leggendario monarca britannico

### Storia moderna
- Bruto Brivonesi, ammiraglio italiano
- Bruto Caldonazzo, matematico e fisico italiano
- Bruto Carpigiani, ingegnere italiano
- Bruto Fabricatore, politico e letterato italiano
- Bruto Seghettini, dirigente sportivo, allenatore di calcio e calciatore italiano naturalizzato francese
- Bruto Tessari, calciatore italiano

### Varianti
- Uto Ughi, violinista italiano

## Il nome nelle arti
- Bruto o Gancetto è un personaggio Disney creato da Romano Scarpa.
- Bruto è un altro nome con cui è noto Bluto, personaggio della serie di Braccio di Ferro.